# Karl Gustaf Ploman
Karl Gustaf Ploman, född 30 april 1883 på Kungsholmen i Stockholm, död 10 maj 1965 i samma stad, var en svensk ögonläkare. Han  var son till Edvard Ploman och far till Lennart Ploman.
Ploman blev medicine licentiat 1910, medicine doktor 1916 och samma år docent i oftalmiatrik vid Karolinska Institutet. Han tilldelades professors namn 1937. Ploman var överläkare på Sabbatsbergs sjukhus 1936–1948. Han var även praktiserande ögonläkare i Stockholm. Bland Plomans många vetenskapliga skrifter märks arbeten om glaukom och tårkanalerna. Han vilar på Norra begravningsplatsen utanför Stockholm.